# باشگاه فوتبال شاپکوئنزه
باشگاه فوتبال شاپکوئنزه (پرتغالی: Associação Chapecoense de Futebol) که با نام شاپکوئنزه شناخته می‌شود، باشگاه فوتبالی در شهر شاپکو در ایالت سانتا کاتارینا برزیل است.

## تاریخچه
یک باشگاه فوتبال در برزیل است که در سال ۱۹۷۳ در شهر شاپکو بنیان‌گذاری شده است.

## سانحه هوایی
در ۹ آذر ۱۳۹۵ بیشتر اعضای این تیم که برای شرکت در فینال مسابقات قهرمانی باشگاه‌های آمریکای جنوبی به کلمبیا سفر کرده‌بودند، در سانحهٔ پرواز ۲۹۳۳ لامیا ایرلاینز، جان خود را از دست دادند. از جمله بازیکنانی که در این حادثه کشته شدند می‌توان به فیلیپه ماچادو و کلیبیر سانتانا اشاره کرد. همچنین زامپیر نتو، آلن راشل و جاکسون فولمن از نجات یافتگان این سانحه هستند.

## افتخارات
- جام سودامریکانا (۱): ۲۰۱۶
- قهرمانی کاتاریننسه (۷): ۱۹۷۷، ۱۹۹۶، ۲۰۰۷، ۲۰۱۱، ۲۰۱۶، ۲۰۱۷، ۲۰۲۰